# Tabanus quinquetriangularis
Tabanus quinquetriangularis är en tvåvingeart som beskrevs av Schuurmans Stekhoven 1932. Tabanus quinquetriangularis ingår i släktet Tabanus och familjen bromsar. Inga underarter finns listade i Catalogue of Life.